# Săliște de Pomezeu
Săliște de Pomezeu – wieś w Rumunii, w okręgu Bihor, w gminie Răbăgani. W 2011 roku liczyła 124 mieszkańców.